# サガシリーズ
サガシリーズ（SaGa series）は、スクウェア（現スクウェア・エニックス）から発売されたコンピュータRPGのシリーズである。
本シリーズは、1989年12月15日にゲームボーイ初のRPGとして発売された『魔界塔士Sa・Ga』に端を発する。3作目の『時空の覇者 Sa・Ga3 [完結編]』と『ロマンシング サ・ガ2』のフルリメイク作品『ロマンシング サガ2 リベンジオブザセブン』を除き、第1作目から一貫して河津秋敏のチームにより制作されている。
『魔界塔士 Sa・Ga』はスクウェア初のミリオンヒットを記録し、同ハード初期のキラーソフトの一つとなった。またゲームボーイ初のRPGとして携帯ゲーム用RPGの新境地を開いた。そしてスーパーファミコン時代には、同社の看板ゲームであるファイナルファンタジーシリーズ（以下、FFシリーズ）と肩を並べる人気シリーズとなった。
2024年10月現在、シリーズは15作を数える。機種が変わるごとにタイトルを変更し、その都度タイトルでは連番を数え直す特徴がある。2024年時点でシリーズ累計販売本数は1,100万本以上を達成している。

## タイトルについて
同社から発売されたFFシリーズに対して「短くシンプルな名前」のタイトルを模索した結果、「サ・ガ (Sa·Ga)」と名付けられ、後にシリーズ化されていった。PlayStation以降の作品（およびリメイク）は中黒を除いた「サガ (SaGa)」と表記する。
「サ・ガ」のタイトルについて、シリーズ25周年記念時の河津秋敏のインタビューによると、ファイナルファンタジーに対し短いタイトルで、"ズガガガ"や"ドバババ"という音のような勢いのあるもの、という意図があるが、「なんで『サ・ガ』になったのかは、よくわからないです」としており、明確な意味が存在するかは不明。タイトルに中黒を入れていたのは叙事詩のサガではないためで、「性（サガ）」というゲーム中のセリフについても後付けであると明言している。一方、『魔界塔士Sa・Ga』開発チームは、「サ・ガ」のネーミングの由来は「語感とかロゴにしたときの見た目とか」と語っている。
また、シリーズ途中で中黒が抜けた理由は商標の問題と語っている。

## シリーズ作品一覧
| 1989 | 魔界塔士 Sa・Ga                         |
| 1990 | Sa・Ga2 秘宝伝説                        |
| 1991 | 時空の覇者 Sa・Ga3 [完結編]             |
| 1992 | ロマンシング サ・ガ                     |
| 1993 | ロマンシング サ・ガ2                    |
| 1994 |                                         |
| 1995 | ロマンシング サ・ガ3                    |
| 1996 |                                         |
| 1997 | サガ フロンティア                       |
| 1998 |                                         |
| 1999 | サガ フロンティア2                      |
| 2000 |                                         |
| 2001 |                                         |
| 2002 | アンリミテッド:サガ                     |
| 2003 |                                         |
| 2004 |                                         |
| 2005 | ロマンシング サガ -ミンストレルソング-  |
| 2006 |                                         |
| 2007 |                                         |
| 2008 |                                         |
| 2009 | サガ2秘宝伝説 GODDESS OF DESTINY        |
| 2010 |                                         |
| 2011 | サガ3時空の覇者 Shadow or Light         |
| 2012 | エンペラーズ サガ                       |
| 2013 |                                         |
| 2014 |                                         |
| 2015 | インペリアル サガ                       |
| 2016 | サガ スカーレット グレイス              |
| 2017 |                                         |
| 2018 | サガ スカーレット グレイス 緋色の野望   |
| 2018 | ロマンシング サガ リ・ユニバース        |
| 2019 | インペリアル サガ エクリプス            |
| 2020 |                                         |
| 2021 |                                         |
| 2022 |                                         |
| 2023 |                                         |
| 2024 | サガ エメラルド ビヨンド                |
| 2024 | ロマンシング サガ2 リベンジオブザセブン |

- ゲームボーイ[注釈 3]
  - 魔界塔士 Sa・Ga （1989年12月15日） - ワンダースワンカラー、携帯電話アプリ (i, EZ, S!) にもカラー化リマスター移植。
  - Sa・Ga2 秘宝伝説 （1990年12月14日）
  - 時空の覇者 Sa・Ga3 [完結編] （1991年12月13日）
  - Sa・Ga COLLECTION （2020年12月15日） - ゲームボーイ3作およびそれらの英語版も含めた6タイトルを完全移植したNintendo Switch用ソフト[6]。Windows（Steam）、スマートフォンアプリ（iOS, Android）にも移植。
- スーパーファミコン
  - ロマンシング サ・ガ （1992年1月28日） - ワンダースワンカラー、携帯電話アプリ (i, EZ, S!) にもリマスター移植。バーチャルコンソールでも配信。
  - ロマンシング サ・ガ2 （1993年12月10日） - PlayStation Vita、携帯電話アプリ (i, EZ) 、スマートフォンアプリ (iOS, Android) 、PlayStation 4、Nintendo Switch、Xbox One、Windows 10、Steamにもリマスター移植。バーチャルコンソールでも配信。
  - ロマンシング サ・ガ3 （1995年11月11日） - PlayStation 4、Nintendo Switch、Xbox One、Windows 10、Steam、PlayStation Vita、スマートフォンアプリ (iOS, Android)にもリマスター移植。バーチャルコンソールでも配信。
- PlayStation
  - サガ フロンティア （1997年7月11日） - ゲームアーカイブスでも配信。PlayStation 4、Nintendo Switch、Windows 10、Steam、スマートフォンアプリ (iOS, Android) にもリマスター移植。
  - サガ フロンティア2 （1999年4月1日） - ゲームアーカイブスでも配信。PlayStation 5、PlayStation 4、Nintendo Switch、Windows 10、Steam、スマートフォンアプリ (iOS, Android) にもリマスター移植。
- PlayStation 2
  - アンリミテッド:サガ （2002年12月19日）
- ソーシャルゲーム
  - エンペラーズ サガ （GREEより2012年9月18日サービス開始[7]、2017年4月28日サービス終了） - 後にdゲーム、Mobageでも配信（サービス終了日は共通）。
- PCブラウザゲーム
  - インペリアル サガ （2015年6月18日サービス開始、2019年12月26日サービス終了）
  - インペリアル サガ エクリプス （2019年10月31日サービス開始）- スマートフォン (iOS. Android) にも対応
- PlayStation Vita
  - サガ スカーレット グレイス（2016年12月15日） - PlayStation 4、Nintendo Switch、Windows（Steam）、スマートフォンアプリ（iOS, Android）にてバージョンアップ版『サガ スカーレット グレイス 緋色の野望』がリリース。
- マルチプラットフォーム
  - サガ エメラルド ビヨンド（2024年4月25日） - PlayStation 5、PlayStation 4、Nintendo Switch、Windows（Steam）、スマートフォンアプリ（iOS, Android）にて発売。
- ネイティブアプリ
  - ロマンシング サガ リ・ユニバース（2018年12月6日サービス開始）  -スマートフォンアプリ (iOS. Android)

### リメイク作品
ここでは、タイトルが変更されシステムなどに大幅なアレンジが加えられたものを挙げる。
- PlayStation 2
  - ロマンシング サガ -ミンストレルソング- （2005年4月21日） - 『ロマンシング サ・ガ』第1作のリメイク作品。- ゲームアーカイブスでも配信。PlayStation 5、PlayStation 4、Nintendo Switch、Windows（Steam）、スマートフォンアプリ（iOS, Android）にもリマスター移植。
- ニンテンドーDS
  - サガ2秘宝伝説 GODDESS OF DESTINY （2009年9月17日） - 『Sa・Ga2 秘宝伝説』のリメイク作品。
  - サガ3時空の覇者 Shadow or Light （2011年1月6日） - 『時空の覇者 Sa・Ga3 [完結編]』のリメイク作品。
- マルチプラットフォーム
  - ロマンシング サガ2 リベンジオブザセブン（2024年10月24日） - 『ロマンシング サ・ガ2』のリメイク作品。PlayStation 5、PlayStation 4、Nintendo Switch、Windows（Steam）にて発売予定。

## 世界観
初期のサガシリーズは純ファンタジー的な世界や都市の聳え立つSF的な世界から純和風の世界、世界の大部分が海や砂漠で満たされた世界といった様々な世界がパラレルワールドとして同時に存在している世界観が大きな特徴である。一つの世界での問題を解決し、次の世界へと移っていく形で物語が進んでいく。モンスターが人間と同じくして生活を営んでいるのも特徴の一つである。
戦闘においては、剣・槍・斧などの白兵戦用武器と、魔法が基本の攻撃手段ではあるが、近未来的な機械・火器・兵器がしばしば登場する。GB版の全シリーズ（リメイク作含む）にかくばくだんが登場し、『魔界塔士 Sa・Ga』では後々まで語りぐさとなっている威力を持つチェーンソー、『Sa・Ga2 秘宝伝説』では戦車レオパルト2が登場するといった具合である。モンスターとして登場するモビルスーツ、武器として登場するはどうほう、防具として登場するアライのメットといったパロディなども目立つ。ゲームボーイ第1作目は、FFシリーズの外伝として企画されたため（『ファミ通』開発者インタビュー談）、アイテム名等に当時のFFシリーズの影響が見られ、ゲームボーイ版全般の傾向となった。
『ロマンシング サ・ガ』シリーズ・『サガ フロンティア2』では架空の世界の中世的な時代を舞台とした典型的なファンタジーの世界観となっており、SF的な要素は存在しない。アイテムや魔法の名称もFFシリーズから脱却した独自のものとなっている（GB版のリメイク作品ではFFシリーズ系統と独自の系統を併せ持つ）。『ロマンシング サ・ガ』と題された一連の作品では吟遊詩人というキャラクターが登場する（物語での役割はそれぞれ異なる）。『サガ フロンティア』では「リージョン」という形で初期のサガシリーズに似た世界観を回帰させた。
このように、シリーズ間のストーリーの繋がりはなく、GB版の作品同士で世界観のつながりを匂わせる描写がごく少数見られる程度である。また、GB版『Sa・Ga』シリーズとSFC版『ロマンシング サ・ガ』シリーズ以降とでは全くの別シリーズという見方は多い。これは、同じサガシリーズの名前を冠しながらも、両者に世界観やゲームシステムの共通性があまり見られなかったことと、発売当初の広報にて、全くの別作品と謳っていたためである。
また、初期の作品を中心に神々の存在が物語の鍵となっており、神と人間（主人公達）が対峙するシーンも多く見られる。

## フリーシナリオ
通常のRPGでは、特定の状況を揃えることでイベントが発生する。そのため、プレイヤーが条件を揃えない限り、いつまでも事態が進行しない場面がよく見られる。
『ロマンシング サ・ガ（リメイク作含む）』『ロマンシング サ・ガ2』ではこれに加え、時間軸の概念を取り入れることで、主人公の行動に関係なく、勝手に事件が発生・進行する（特定のイベントをクリアすると発生する連鎖イベントもある）。HPや戦闘回数（後のシリーズでは主に勝利回数）に従ってイベントが発生・進行することで、擬似的に時間の経過を表現しているため、クリアしたいイベントは迅速に戦闘を少なくしながら遂行する必要がある。特定の主人公しか体験できなかったり同じ時期に複数進行するものも存在し、複数回のプレイを前提としたバランスと言える。
ただし、多くはクリアしなくてもゲーム進行は可能で、イベントをわざと避けたり、悪行を働いたり、受けを狙った選択肢を選ぶこともできる。不利な結果になることもあるが、作品によっては悪事を働いた方が有利になることすらある。どのような途を採るかが、プレイヤーの手に委ねられている。
このシステムが導入されている作品では、基本的に戦闘回数を増やせば敵が強化されるため、どの地域でも実力相応の敵と戦えるようになっており、初めて訪れる地域でも敵の強さを過剰に警戒する必要は少なく、これが自由に行動できるフリーシナリオシステムを支えている。

## 戦闘面における特徴

### ほぼ全作品に共通
主人公および味方キャラクターについては、キャラクターの総合的な強さを示す「レベル」という概念がない。このため、レベルアップに伴い各種パラメータが一斉に上がることはない。
モンスター種族の存在する作品では、変身後の強さを決めるためにモンスター用のレベルが設定されており、高いレベルほど強い傾向にある。また、作品によっては熟練度などの特殊な成長要素をレベルと称する場合もある。しかしいずれも、一般の「経験値を積むことでキャラクターの総合的な強さが上昇する」レベルとは関係が無い。
キャラクターの成長方法は作品によって異なるが、多くは「戦闘終了時にときどき個々のパラメータが上がる」作品が多い。これは使った力が上がるので結局は部分レベルアップという見方も可能だが、『ロマンシング サ・ガ2』以外は「一定の経験値を積めば必ずレベルが上がるわけではない」ため、成長はある程度偶然に左右される。また、敵については、味方の成長・能力取得などの確率を判定するためにレベルが設定されており、レベルの高い敵と戦えば成長しやすい。ただし敵は全体的に強めに設定されており、一撃死もよくある。戦うごとにセーブ・死んだらリセットというプレイスタイルが必要になることもある。
また、特定作品では、戦闘自体では成長しないキャラクターもいる。
- 『魔界塔士 Sa・Ga』などに登場するモンスター種族は、より強い敵の肉を食べて（『サガ フロンティア』では倒した敵の技を取り込んで）強いモンスターへ変身する。
- 『魔界塔士 Sa・Ga』の人間などは成長用アイテムを購入して使用することで成長する。
- 『Sa・Ga2 秘宝伝説』などのメカはより強い武器・防具などを装備する（『サガ フロンティア』ではそれに加えプログラムをインストールして対応する技を習得する）ことで強化する。
- 『アンリミテッド:サガ』は全キャラクターがシナリオ達成時にもらえるスキルパネルをセットすることで強化する。

コマンド体系上単に「たたかう」という概念はなく（あるとすれば直接攻撃の意味ではなく戦闘の意志を示すコマンドであり）、武器・魔法・技・術がほぼ同列に扱われており、それらを直接選択する形になる。作品によってはいわゆるMPの概念もない。攻撃名の中には「やきつくす」「押しつぶし」のような、もはや特定の技名とは呼べないような攻撃方法が混ざっている作品もある。
多くの敵には弱点となる攻撃が設定されており、ボスは明確な弱点こそほとんど無いが、他の作品では効かないように設定されている即死攻撃が効いたり、能力低下や状態異常の魔法や能力が効くように設定されることが多い。そのため、力押しでクリアするのはかなりの時間が掛かるが、敵の弱点を把握すると難易度が大きく下がる。

### 『ロマンシング サ・ガ』 以降に共通
『ロマンシング サ・ガ』以降（GB版のリメイク含む）では、モンスターがフィールド上を移動する姿が見えていて、それに主人公が接触すると戦闘に突入する所謂シンボルエンカウント方式を取っている（『アンリミテッド:サガ』のみ接触時以外の視認が原則不可能）。前作までも一部のダンジョンなどでシンボルエンカウントは一部に存在したが、通常はFFシリーズやドラゴンクエストシリーズなどと同様、フィールドを移動中にいつ敵に遭遇するか分からないランダムエンカウント方式を取っていた。
より大きな特徴が、戦闘回数と連動する敵の強さのシステムの導入である（『サガ フロンティア2』を除く）。地域に関係なく、敵の強さの基準を戦闘回数で決定する（次項フリーシナリオ参照）ため、序盤で行動範囲を広げても強敵に遭遇し続けることはない。ただしその反面、格下の相手と戦い安全に鍛える手法がほとんど通用しない。特に『ロマンシング サ・ガ1』『同2』では、逃げても戦闘回数に数えられるため、逃走を繰り返した挙句に初期状態のまま強力な敵が出現し、戦闘に勝利すること自体が困難あるいは不可能となり、ストーリーをある程度進めた段階でクリアが非常に困難になる「詰み」の状態になる可能性もある。それ以外の作品でも、逃げること自体にリスクが存在する。
- 敵シンボルが消えず逃走直後に再び戦闘になる（『ロマンシング サ・ガ1』『同2』『同3』）。
- 戦況に応じた交渉が必要でチャンスが限られている（『サガ フロンティア2』）。
- 敵シンボルは消えるがパーティー人数に応じて誰かのLP（生命力）が減る（『ロマンシング サガ -ミンストレルソング-』）。
- 敵シンボルが消えない上に所持金を落とすことがある（『サガ2秘宝伝説 GODDESS OF DESTINY』）
- 逃げること自体不可能（『サガ フロンティア』『アンリミテッド:サガ』）。

すなわち、戦闘を避ける手段は主に敵シンボルを避けることになる。作品によっては敵の追跡が厳しいため注意を要する。
また、武器ごとに使用できる「技」や、GB・DS版サガおよび多くのRPGでの魔法にあたる「術」も欠かせない要素である。GB版の頃から武器や能力を直接選択して攻撃するスタイルはそのままだが、武器の種別や術の属性ごとに、系統立てて強い攻撃手段が段階ごとに用意され、それらを選択することでさらに強力な攻撃などを行えるようになった。武器の中には「体術（本来は柔術の異称だが、本シリーズでは素手での格闘技全般を指す）」も含まれる。使い込むことで、技や術を使うためのポイントの上限が上がり、長期戦や強い攻撃をより多く使用できる。
- 『ロマンシング サ・ガ』『サガ3時空の覇者 Shadow or Light』では、技に関しては武器を使い込むと、熟練度が増すにつれ威力が高まるほか、それぞれの武器に秘められた技が順に解禁されていく（『サガ3時空の覇者 Shadow or Light』では魔法もこの方法でレパートリーを増やす）。武器ごとに技が異なるため、強力な武器を装備しても技の性能がそれに比例するとは限らない。術に関しては店で購入して覚える形となり、属性ごとに専用の店で代金を支払えば使えるようになる。
- 『ロマンシング サ・ガ2』以降は、技に関しては武器を使っていると新しい技を突然覚える「閃き」システムを導入した。これにより、武器の熟練度を上げるのではなく、より強力な敵と戦うことで強力な技を閃きやすくなるため、強敵と戦う動機に「技を覚えることでの自己強化」が加わった。また、技は「武器の種別ごとに共通で使える」ため、一度覚えてしまえば上位互換の武器でもそのまま使える。ただし、特定の装備品でしか使用できない「固有技」も存在する。術に関しては前作との大きな変更点はないが、複数の属性系統を掛け合わせ、より強い威力を発揮させる「合成術」が登場している。
  - それに加え、敵からの攻撃を避けられる「見切り」というシステムが登場。敵の攻撃を受けた際に閃いて覚えることが可能。マヒや眠り状態など「身動きが取れない状況」以外なら必ず避けられるため、厄介な敵への強力な対処法になる。
  - ただし、技・術・見切りともに、一度に装備できる数が限定されているため、多くの攻撃手段を身に着けていても、一度の戦闘中にそれら全てを使えるわけではない。戦う相手によってどの攻撃手段を選ぶか、吟味する必要性も出てきた。閃いた瞬間にキャラクターの頭上に電球が光る演出は、以降の作品でおなじみとなり、戦闘システムは主に小泉今日治が担当している。
  - 戦闘後にはHPが全回復するため、1戦ごとに全力で戦えるが、その分敵は全般的にかなり強化されている。また、HP（耐久力）以外にもLP（生命力）という概念が新たに登場したことも大きな特徴。これは『魔界塔士Sa・Ga』における「ハート（蘇生可能回数）」が元となっており、HPが0になる（戦闘不能）か、戦闘不能中に敵の攻撃を受けると減り、LPが0になると復活できなくなる（あるいはパーティーから離れる）ようになっている。特に初出の『ロマンシング サ・ガ2』ではLP回復手段が限られていたことも、戦闘の難易度上昇に拍車をかけた。
- 『サガ2秘宝伝説 GODDESS OF DESTINY』では、連携（後述）を行うことによって、装備品などに隠された技が発動する。そのため、強力な技を使いたい場合、装備品などが持つ基本的な性能よりも、連携によって発動する技の性能が重要となる。

他にも、味方の能力を上げたり敵の能力を下げるなどを行う「補助系」の効果が全般的に高く、状態異常の種類も増えている。例えば、無差別に攻撃する「混乱」に加えて意図的な同士討ちをする「魅了」が登場したり、戦闘中に行動できない「眠り」に加えて睡眠現象自体にデメリットがある「悪夢」が登場するなど、多彩な攻撃が可能となったため、戦術の幅が広がっており、同時に高い戦略性が求められる。
戦闘に関連して、資金稼ぎが難しくなったことも特徴である。通常、敵を倒すと資金を入手できるが、（普通に魔物が金などを持っていては不自然であるとの考え方から）『ロマンシング サ・ガ』以降では入手額が少なくなり、全く金を持っていないモンスターも増えた。代わって、イベントクリアの報酬や、敵が時折落とすアイテムの換金、宝箱などの探索が大きな収入源となっている（あるいは宝箱などで入手できる武具が主力となる作品もある）。フリーシナリオの特性上、先の町に進めば強力なアイテムが売られているとは限らないため、計画的に使わないとあっという間に資金が尽きてしまう。

### 『サガ フロンティア』 以降にほぼ共通
大きな特徴は「連携」システムの導入である。これは、対戦型格闘ゲームの連続技をRPGで再現しようとしたもので、複数のメンバーが同じ敵に攻撃すると、それらの攻撃が一度に行われ、2人目以降の攻撃の威力が上がる（『サガ3時空の覇者 Shadow or Light』では1人目の攻撃も強力になる）。もしも敵の攻撃が挟まると、そこで連携は打ち切られるため、敵味方の行動順序をうまく組み立てる必要がある。成功すれば大打撃を与えられる上、通常はその敵には通用しない技・術が効く場合もあるため、活用次第でかなりの強敵にも勝つことができる。作品によっては1人で連携の効果がある攻撃もある。
ただし、敵も連携してくるため、逆に味方が多大なダメージを受けてしまうことも多い。多くの作品では、「同じ相手に攻撃」という条件がゆえ、人数が少ないと相手の連携のターゲットになりやすい。また連携を成功させるには、互いに連携できる攻撃の組み合わせを選択しなければならず、この時は攻撃名がそれぞれ省略されて繋げられるため、珍奇な名称になる組み合わせもある。
- 『サガ フロンティア2』『アンリミテッド:サガ』では、味方を補助したり回復する行動も連携が可能。
- 『アンリミテッド:サガ』では、全ての行動が連携可能であり、敵に割り込まれてもそのまま連携できるが、敵に割り込まれたまま連携が成立すると、味方の攻撃に乗じて敵の攻撃がさらに強力になるため、大きな被害をうけるリスクの方が大きい。
- 『サガ2秘宝伝説 GODDESS OF DESTINY』では、他の作品とは連携のシステムが根本的に異なっている。
  - 攻撃をした際に、連携が可能な場合はその場で発動の可否を選択できる。
  - 連携を発動させると、次のメンバーの攻撃は、強力なバージョンの「連携技」に変化する。威力上昇は他の作品同様のため、飛躍的な効力上昇が望める。
  - ほぼ全ての攻撃が連携可能だが、連携確率は攻撃の種類次第である。
  - 連携は味方の特権で、発動すると次のメンバーは敵の行動に割り込まれることなく、即座に前のメンバーに続いて攻撃する。

『サガ スカーレット グレイス』には連携システムが登場しておらず、「連撃」という新しいシステムが導入されている。ただし、従来の連携とは「（原則的に）味方同士で協力して敵を攻撃する」という共通点がある。
また、技・術のシステムにも変更点が若干存在する。
- 技・術をセットする欄は、ロマンシングサガシリーズでは技と術で別箇だったが、このシリーズでは同じ欄に混ぜてセットすることになる。欄数自体は変わらないため、一度にセットできる数はおよそ半分に減少しており、これまでよりもさらに吟味の必要性が高まった。特に『サガ フロンティア』のメカ種族は、欄数に厳しい制限がある。
- 『ロマンシングサガ2』・『3』では、一度覚えた技・術を欄から外す「封印」に関して、技の方が優遇されていた（術は封印自由度が低かったり再修得に料金が必要だった）が、このシリーズでは平等の扱いを受け、一度封印したものは技・術ともに自由に再セットできる。ただし『サガ フロンティア』のモンスター種族は自由に再セットできない。
- 装備品ごとに設定された「固有技」は閃いて覚える必要が無く、最初から使えるようになっている。ただし『サガ フロンティア』の場合、「特定の装備品+技などをセットする」という条件が揃わなければ使用できない隠された固有技が多数存在する。
- 『サガ フロンティア』では種族ごとに成長方法が異なるため、一度覚えた技・術を他のメンバーに流用することができない。

### ステータス異常
3作品（リメイク作品含む）以上に登場する、主なステータス異常は以下のとおり。2作品以下のものでも、主だったものに類似していれば補足として表記する。
能力値変化
パラメータが変動する。作品によって、永続の場合もあれば、毎ターン効果が薄れたり、一定ターンごとに解除されたりする。
スタン
そのターンだけ行動不能になる。作品によっては、防御態勢まで崩されたり、行動済の相手を次のターンに行動不能にさせることもある。移動して攻撃する行動のみ対象のスネア、術のみ対象のショックもある。
時間停止
そのターンだけ行動不能になる。行動が出来なくなるだけで、それ以外の効果はなく、効力が次のターンに持ち越される作品もない。
狂戦士
作品によってはバーサーカー。特定のジャンルの行動ができなくなる。作品によって技や術全般が対象だったり、術のみ対象だったりする（攻撃力が高まる作品もある）。魔法が対象になる沈黙もある。
暗闇
作品によっては盲目。武器の攻撃の命中率が下がる。作品によっては、命中率ではなく攻撃力が下がることもある。自然には回復しないことが多い。
眠り
眠りこけて行動不能になる。作品によっては、ダメージを受けた時点で強制解除される。
悪夢
「眠り」に加え、起きると「混乱」状態になっている。作品によっては、起きたときに「狂戦士」「誘惑」になるケースもある。
マヒ
硬直して行動不能になる。「眠り」よりも長いターン有効である場合が多く、ダメージを受けても強制解除されない。昏倒する気絶もある。
混乱
錯乱して正しい行動ができなくなる。作品によって、ランダムに動くこともあれば、敵味方問わず攻撃したり、攻撃範囲がより広くなるなど、効果は大きく異なる。コマンド入力はできるが実際はランダムに利敵行動を取らされる憑依などもある。
ターゲット強制変更
そのターンだけ行動の矛先が本来とは別のキャラクターへと強制的に変えられる。同士討ちさせる目的で対象の仲間へと矛先を変えるタイプや、使い手の仲間を守るために自身へ矛先を変えるタイプがある。
誘惑
作品によっては魅了。敵に寝返り、コマンド入力を受け付けず、利敵行動を取る。倒された状態の者のみ対象のアニメートなどもある。このシリーズは、味方はHPが低く攻撃力が高い傾向にあるため、石化などの全滅に直結するステータス異常よりもある意味では全滅につながりやすい。
毒
毎ターンHPが減る。怪我でHPが減る炸裂もある。
再生
作品によっては自動回復。毎ターンHPが再生する。
呪い
パラメータが強制的に下げられる。作品によって、防御性能のみ下がったり、毎ターン全てのパラメータが下がり続けたりする。
バリア
特定の属性を遮断する障壁に守られ、ダメージを防いだり無効化したりする。作品によっては永続する。
凍結
多くのステータス異常は一定ターンで自然治癒するが、その（治癒までの）ターン経過を停止させる。作品によっては、この状態自体の経過時間が凍結=効果が永続する。
石化
体が石になって行動不能になる。全員がかかると全滅だが、作品によっては硬質化した体が持つ鉄壁の防御力で敵の攻撃を弾くこともある。
戦闘不能
HPが0になった状態で、全員がかかると全滅。作品によってはこの状態を治療するための蘇生手段がないと復帰できない。作品によっては「気絶」「死亡」と表記される。
死亡
作品によって、HP（耐久力）が0になった「戦闘不能」状態と、LP（生命力）が0になった「復帰不能」状態に分かれている。

### その他
- 武器に使用回数制限（耐久度）が設けられた作品が多い。
  - 『魔界塔士 Sa・Ga』『Sa・Ga2 秘宝伝説』『サガ フロンティア2』では、ほとんどの武器に設定されており、0になると壊れてしまう。したがって武器は消耗品となり、常に補充することを念頭に置いたシステムになっている。一部の防具も、戦闘中に使用できるものは同様である。
  - 『時空の覇者 Sa・Ga3 [完結編]』では、使用回数制限のシステムが基本的に撤廃されたが、一部の武器は1回しか使用できない。
  - 『サガ フロンティア2』からは、修理による使用回数回復が可能。
  - 『アンリミテッド:サガ』『ロマンシング サガ -ミンストレルソング-』『サガ3時空の覇者 Shadow or Light』では、使用回数が0になっても、修理するまで使えなくなるだけで、壊れることはなくなった。
    - 『魔界塔士 Sa・Ga』『Sa・Ga2 秘宝伝説』『サガ2秘宝伝説 GODDESS OF DESTINY』『サガ3時空の覇者 Shadow or Light』の場合、自分自身で覚えた（あるいはモンスター種族が持っている）能力なら、宿屋に泊まるなどで無料にて回復するし、壊れることもないが、全体的に使用回数自体は少なめである。
    - 『ロマンシング サガ -ミンストレルソング-』では、技に対応した「スキル」レベルを上げたり、「クラス」に就くと、耐久度が減りにくくなる。逆に、耐久度を犠牲に威力を高めるなどの改造も可能である。
- 『アンリミテッド:サガ』では、HPの概念が大きく異なる。HPは「敵の攻撃を受けた時にLPを守れる力」となったため、HP0になっても戦闘は続行可能である。ただし戦闘不能にならなくてもLPが減るケースが非常に多く、特にHPの残りが少ないとLPを削られる確率は非常に高い。LPの回復方法自体は現在進行中のシナリオを終わらせる以外にほとんど無く、LP自体の最大値はまったく成長しないため、HPや防御力を高めて如何にLPを守るかが最重要となる。
- 体術には、シリーズで異同はあれど、プロレス技が必ずと言っていいほど採用される。

これらの特徴は『ラスト レムナント』に一部は形を変えて受け継がれている。

## 移動面における特徴
GB版では、他のコンピュータRPGと大差ない。基本は徒歩だが、場所によってグライダー・バイク・船などの乗り物が登場する。海賊の多い地方では、船の代わりに浮島（海を移動できる島）を探して乗るなど、特殊な乗り物も存在する。また、『時空の覇者 Sa・Ga3 [完結編]』では、戦闘機「ステスロス」がストーリーに大きく関わっている。
『ロマンシング サ・ガ』以降では、基本的には街やダンジョンの間を行き来するのにフィールドを歩かない（フィールドを通過しないと行けない場所もある）。街などから出ると、その地域の街などの場所を示した地図（ワールドマップ）が表示され、行きたい街などを選択すると瞬時に移動できる。道に迷ったり雑魚との戦闘にわずらわされることがない。ただし、最初から全ての街やダンジョンへ行ける訳ではなく、話を聞いたり、イベントを進めると行き先が増える。街やダンジョンの中は、一般的なRPGと同様にキャラクターを操作して移動する。
『サガ3時空の覇者 Shadow or Light』では、街やダンジョン間の行き来で歩く地図は簡略化されているが、各地域間を決められたルートで移動するため、ルートが開拓されていないと行くことができない。そのために専用のフィールドが用意され、ここでは敵とのエンカウントがこれまでのシリーズ同様に存在する。フィールドで通過した出口に応じたルートが開拓されていく。

## イラスト
GB時代のイメージイラストは藤岡勝利が担当していた。ハードをSFCへと移した『ロマンシング サ・ガ』からはイラストレーターの小林智美が起用され、キャラクターデザインなどを担当した。アニメ調に近い藤岡から、繊細な小林への交代は、ユーザーの持つサガシリーズへのイメージを大きく変えることとなった。『アンリミテッド:サガ』は社内の直良有祐がデザイン、小林はイメージイラストとしての参加となった（『ロマンシング サガ -ミンストレルソング-』は直良をアートディレクター、鈴木康士をキャラクターデザイナーとしているが、チームによるデザインと説明されている）。ワンダースワンカラーの『魔界塔士 Sa・Ga』リメイク版は藤岡勝利でなく社内の板鼻利幸が、ニンテンドーDSの『サガ2秘宝伝説』は同じく社内の小林元がデザインを担当している。一方で、『エンペラーズ サガ』では小林智美を始め、複数のイラストレーターが起用されている。カードゲームである性質上、同一人物でも複数のイラストレーターによって描かれ、別のカードとして扱われているものがある。

## 音楽
GB版サガシリーズは、当初は植松伸夫作曲であった。『Sa・Ga2 秘宝伝説』から伊藤賢治も作曲に加わった。『時空の覇者 Sa・Ga3 [完結編]』のみ、笹井隆司が主な作曲を担当、藤岡千尋も作曲している。
『ロマンシング サ・ガ』シリーズ・『サガ フロンティア』では、ほぼ全てが伊藤の作曲となった。ただし「涙を拭いて」（『ロマンシング サ・ガ1-2』に登場）と「伝説は始まる」（『ロマンシング サ・ガ2』に登場）の2曲は植松伸夫作曲で、『魔界塔士 Sa・Ga』『Sa・Ga2 秘宝伝説』からの再登場である。
『サガ フロンティア2』と『アンリミテッド・サガ』では浜渦正志作曲。
初代ロマサガをもとにした『ロマンシング サガ -ミンストレルソング-』では、再び伊藤が復帰。なお、ミンサガでは「メヌエット」の作曲は山崎将義（山崎まさよし）。この他、植松の「涙を拭いて」が再々登場し、さらに一部の曲で関戸剛が作・編曲に加わっている（関戸作曲・伊藤編曲、伊藤作曲・関戸編曲のいずれかで、関戸単独の曲はない）。
ニンテンドーDSでのリメイク作品に関しては、『サガ2 秘宝伝説 GODDESS OF DESTINY』では伊藤が作曲・編曲を担当。『サガ3時空の覇者 Shadow or Light』では伊藤および笹井が作曲・編曲を行なった。

## 主なスタッフ
- 河津秋敏
- 植松伸夫
- 伊藤賢治
- 浜渦正志
- 小泉今日治
- 生田美和
- 時田貴司
- 藤岡千尋
- 笹井隆司
- 直良有祐
- 小林元
- 市川雅統

## 舞台版
Romancing SaGa THE STAGE 〜ロアーヌが燃える日〜

2017年4月 - 5月に東京、大阪、愛知、福岡で上演。『ロマンシング サ・ガ3』をベースにした内容となっている。
SaGa THE STAGE 〜七英雄の帰還〜

2018年9月 - 10月に埼玉、東京、大阪で上演。『ロマンシング サ・ガ2』をベースにした内容となっている。
SaGa THE STAGE〜再生の絆〜

2024年2月 - 3月に東京、大阪で上演。『ロマンシング サガ リ・ユニバース』をベースにした内容となっている。

## コンサート
本シリーズの楽曲を演奏するコンサートが行われている。
サガ オーケストラコンサート 2016
2016年11月23日に東京のBunkamuraオーチャードホールで全2公演、12月10日に大阪のザ・シンフォニーホールで全1公演が行われた。出演者は、指揮：山下康介、演奏：東京フィルハーモニー交響楽団（東京公演）・日本センチュリー交響楽団（大阪公演）、ゲスト：河津秋敏（東京・大阪公演）・植松伸夫（東京公演）・伊藤賢治（東京・大阪公演）・藤岡千尋（東京公演）・笹井隆司（東京・大阪公演）・野々村彩乃（東京・大阪公演）。主催：スクウェア・エニックス、制作：ロマックス。
サガ プレミアムコンサート 2018
2018年4月22日に山口のシンフォニア岩国コンサートホールにて全1公演が行われた。出演者は、ピアノ：伊藤賢治、ヴォーカル：野々村彩乃、ギター：太田光宏、ベース：川村竜、パーカッション：渡辺庸介、1St ヴァイオリン：馬江尚子、2nd ヴァイオリン：谷口いづみ、ヴィオラ：飯田香、チェロ：郷田祐美子、ゲスト：河津秋敏・市川雅統。主催：シンフォニア岩国 指定管理者サントリーパブリシティサービスグループ・yab山口朝日放送・エフエム山口、企画･制作：株式会社ハーモニクス･インターナショナル・株式会社スクウェア･エニックス、後援：山口県・山口県教育委員会・岩国市・岩国市教育委員会・岩国文化協会
ロマンシング サガ オーケストラ祭（フェス）
2020年2月16日に東京の東京芸術劇場コンサートホールにて全2公演が行なわれた。出演者は、指揮：内藤彰、演奏：東京ニューシティ管弦楽団、ピアニスト：大嵜慶子、ヴァイオリンソリスト：真部裕、MC：結、作曲・ゲスト：伊藤賢治。主催：BSフジ・東京ニューシティ管弦楽団、企画：AXIS INC.、制作：L'EQUIPE TROIS.INC、協力：スクウェア・エニックス。
Orchestral SaGa
2021年7月31日にオンライン配信ライブが東京のBunkamuraオーチャードホールから全1公演行われた。出演者は、指揮：佐々木新平、演奏：東京フィルハーモニー交響楽団、ゲストアーティスト：野々村彩乃・伊藤賢治・河津秋敏・市川雅統。主催：キョードー東京、協力：スクウェア・エニックス。
ロマンシング サガ オーケストラ祭 in 大阪
2021年6月19日にオンライン配信ライブが大阪のザ・シンフォニーホールから全1公演行われた。出演者は、指揮：松沼俊彦、演奏：STAND UP! ORCHESTRA、作曲・ゲスト：伊藤賢治。主催：BSフジ、制作：ライブエグザム、協力：スクウェア・エニックス。
ロマンシング サガ オーケストラ祭 2022
2022年6月4日に大阪のザ・シンフォニーホールで全2公演、8月21日に東京の東京芸術劇場コンサートホールで全2公演が行われた。出演者は、指揮：松沼俊彦、演奏：STAND UP! ORCHESTRA（大阪公演）・パシフィックフィルハーモニア東京（東京公演）、作曲・ゲスト：伊藤賢治、ゲストアーティスト：山崎まさよし・岸川恭子・KOCHO、MC：結。主催：BSフジ、制作：ライブエグザム（大阪公演）・AXIS.INC （東京公演）・L'EQUIPE TROIS.INC（東京公演）、協力：スクウェア・エニックス。
ロマンシング サガ オーケストラ祭 2023
2023年10月15日に東京の東京芸術劇場コンサートホールで全2公演、10月22日に福岡の福岡市民会館大ホールで全1公演、11月19日大阪のザ・シンフォニーホールで全1公演が行われた。出演者は、指揮：和田一樹（東京・福岡公演）・永峰大輔（大阪公演）、演奏：パシフィックフィルハーモニア東京（東京公演）・九州交響楽団（福岡公演）・STAND UP! ORCHESTRA（大阪公演）、作曲・ゲスト：伊藤賢治、ゲストアーティスト：岸川恭子・KOCHO、MC：結。主催：BSフジ、制作：AXIS.INC（東京・福岡公演）・L'EQUIPE TROIS.INC（東京・福岡公演）・ライブエグザム（大阪公演）、協力：SQUARE ENIX。
SaGa 35th Aniversary サガ オーケストラコンサート2025
2025年6月1日に東京のNHKホールで全2公演、6月21日に大阪のNHK大阪ホールで全2公演が行われた。出演者は、指揮：永峰大輔、演奏：パシフィックフィルハーモニア東京（東京公演）・日本センチュリー交響楽団（大阪公演）、ゲスト：伊藤賢治・河津秋敏・市川雅統、ゲストアーティスト：岩男潤子・岸川恭子・野々村彩乃、MC：ノブオ（ペンギンズ）。主催：キョードー東京、協力：スクウェア・エニックス（東京・大阪公演）・AXIS.INC（東京公演）・ミューベンツ・ジャパン（大阪公演）

## コラボレーション

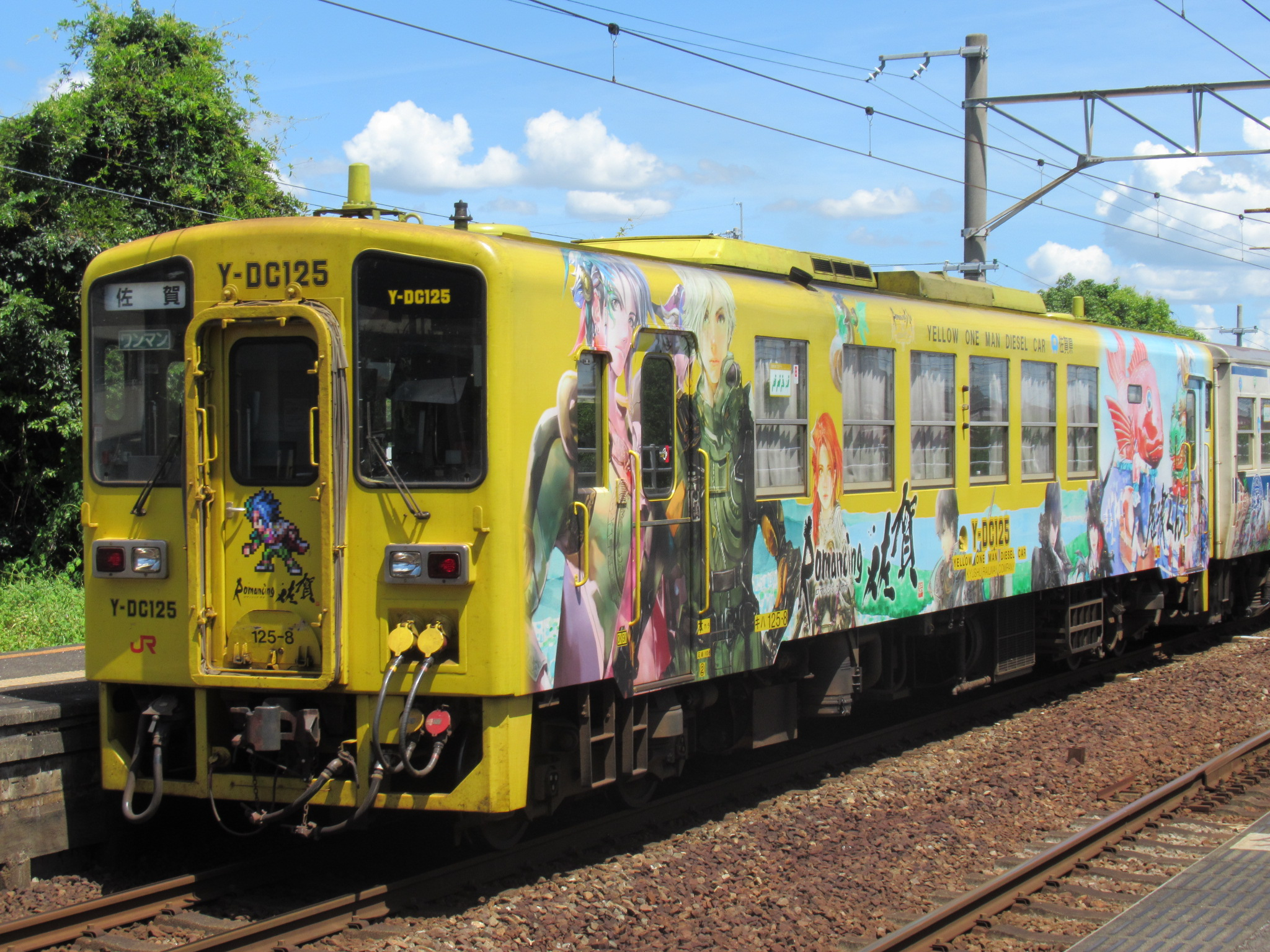
キハ125-8　ロマンシング佐賀ラッピング

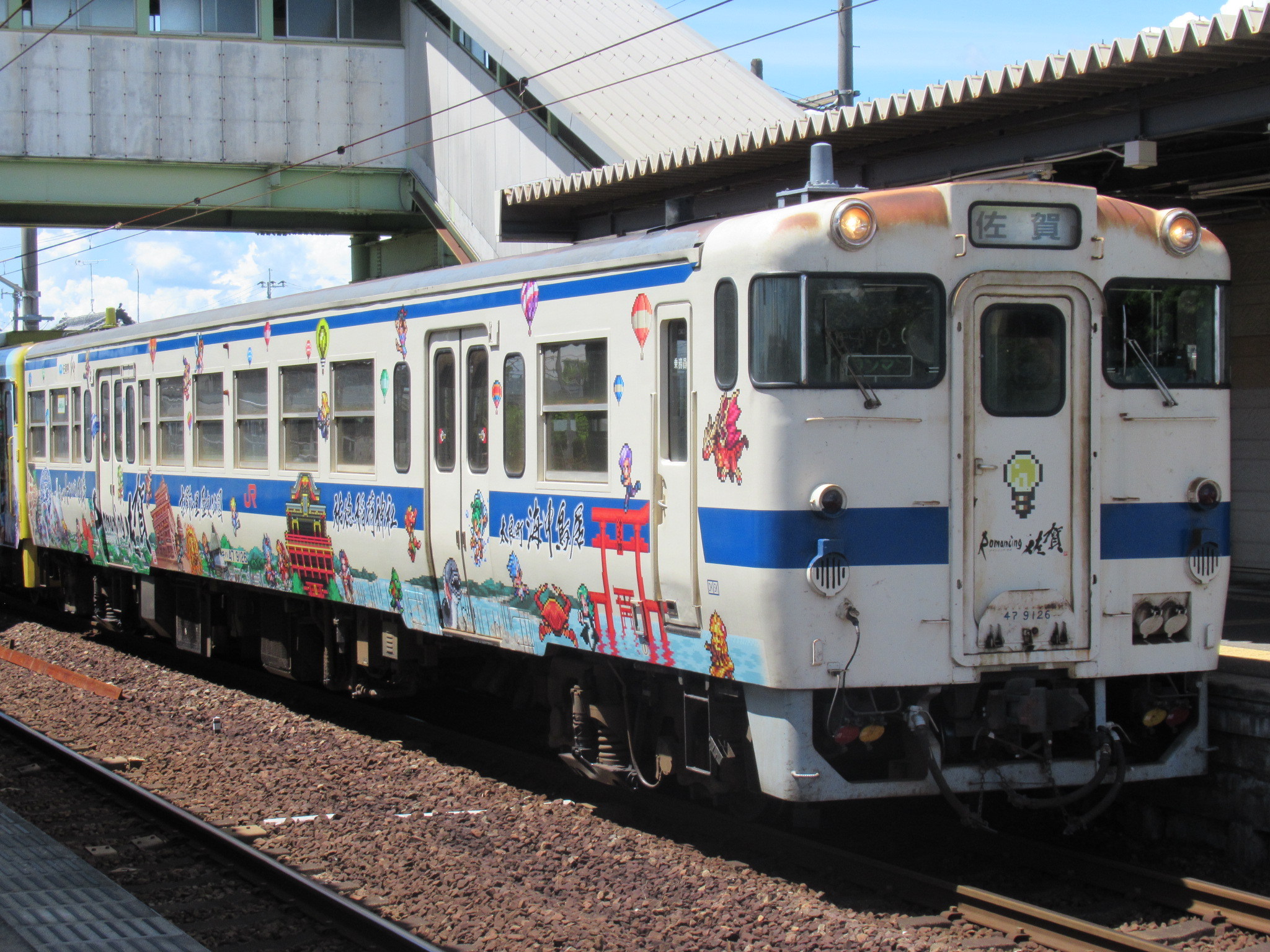
キハ40-9126　ロマンシング佐賀ラッピング

主に佐賀県とのコラボレーションを行っている。河津は『魔界塔士Sa・Ga』発売から5年後、佐賀県はその10年後頃からお互いを意識していた。
ロマンシング佐賀
シリーズ開始から25周年となった2014年に「ロマンシング佐賀」と題し、県名の読みが同じ「Sa・Ga」にちなんで、佐賀県と連携した企画を行った。これは佐賀県地元の名産品と本シリーズを関連させた商品展開などを通して、より広い層へと本シリーズの知名度を広める目的で企画されたものであった。また、プロサッカーチームのサガン鳥栖とも共同で「ロマンシングサガン」というイベントを開催。
ロマンシング佐賀2
前年に続き2015年3月21日より6月28日まで開催されていた。この時には春秋航空日本のボーイング737-800の1機の座席のヘッドレストカバーなどに『ロマンシング サ・ガ』のロゴタイプの入ったものとした。また、九州旅客鉄道（JR九州）でもキハ125形気動車の2両に対して『ロマンシング サ・ガ』の登場人物らが描かれたラッピング車両（外観は1両ごとに異なっている）を運転していた。
ロマンシング佐賀3
2016年7月、第3回目が佐賀市・嬉野市・有田町などで開催された。『サガフロンティアシリーズ』の登場人物を印刷した「佐賀風呂」（足湯）も設置された。
ロマンシング佐賀2018
2018年10月 - 12月、第4回目が開催された。「佐賀」の七賢人と「ロマンシング サ・ガ２」の七英雄のコラボ企画が行われた。
ロマンシング佐賀2020
シリーズ30周年を迎えた2020年から第5回目が開催。4月14日に公式サイトが開設。第1弾として、『ロマンシング サガ リ・ユニバース』で2020年4月27日から5月20日まで開催されたイベントを皮切りに、2020年6月4日から6月18日まで開催された『インペリアル サガ エクリプス』でのイベント。シリーズの楽曲、596曲の中から人気投票を行われた「ロマ佐賀ミュージック総選挙」の開催。佐賀県バージョンの七英雄の限定ステッカーが佐賀の特産品購入で入手出来るイベント、「ロマンシング佐賀 サマーフェア」が2020年7月9日から8月31日まで、「ロマンシング佐賀 ウインターフェア」が2021年1月13日から2月28日まで開催。佐賀市内の歩道に、シリーズのドットキャラクターをあしらったデザインの「ロマンシング佐賀マンホール」を設置（設置されたマンホールは、スクウェア・エニックスから佐賀市上下水道局へと寄贈された）。2020年10月29日にマンホール設置の除幕式と、10月29日から2021年1月31日（のちに2021年2月11日から3月21日まで期間延長）まで行われる、コラボマンホール設置記念デジタルスタンプラリーの開催。「ロマンシング佐賀2020」のオリジナルコラボグッズ販売など、様々なコラボイベントが開催された。
ロマンシング佐賀2021
2021年のテーマは「SaGa風呂（サガフロ）」。10種のマンホールおよび温泉地に有田焼陶板のモニュメントが登場した。
ロマンシング佐賀2022
JR唐津線・筑肥線において運行される車両がオリジナルのデザインラッピングとなる。
ロマンシング佐賀2023
新リージョンとして「吉野ヶ里」と「たら竹崎温泉」が追加。両地区に新たなマンホールと有田焼陶板が登場した。